# Catapult Aircraft Merchantman

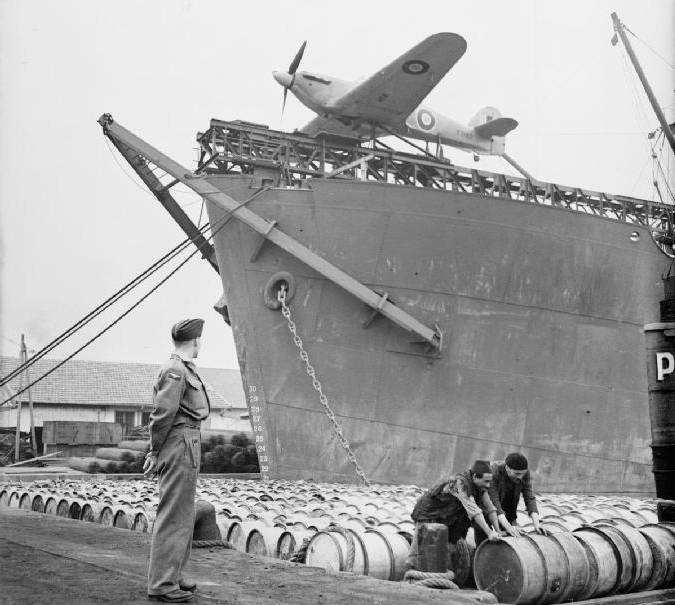
Il caccia Hawker Hurricane W9182 sulla catapulta di una nave CAM

Le Catapult Aircraft Merchantman, dette anche CAM ship, erano dei mercantili armati con una catapulta con dei razzi dalla quale potevano lanciare un velivolo, di solito un Hawker Hurricane, realizzati come soluzione di emergenza nei primi anni della seconda guerra mondiale in Gran Bretagna.
Le navi CAM nascevano dalla necessità di fornire una copertura aerea costante ai convogli che attraversavano l'Oceano Atlantico. Nel 1940 e nel 1941 furono trentacinque le navi da carico così trasformate. La prima fu la SS Michael E. Sebbene venisse aggiunta la catapulta le capacità di carico del mercantile rimanevano immutate e quindi oltre a fornire protezione le navi continuavano a svolgere il loro ruolo di trasporto. I primi cinque mercantili trasformati vennero inquadrati dalla Royal Navy come Auxiliary Fighter Catapult Ship mentre le restanti unità rimasero a tutti gli effetti delle navi mercantili civili.
I piloti dei velivoli imbarcati provenivano da una speciale unità, la Merchant Ship Fighter Unit, della Royal Air Force con base a RAF Speke nei pressi di Liverpool.
Lo scopo principale degli Hurricane imbarcati era quello di intercettare i velivoli da ricognizione tedeschi in modo che non potessero fornire informazioni sul convoglio. Le navi erano predisposte solo per il lancio del velivolo e non per il suo atterraggio, pertanto una volta completata la missione il velivolo doveva essere fatto ammarare nelle vicinanze di una nave amica che poteva così recuperare il pilota, mentre l'aereo andava perso.
Durante i due anni di impiego furono effettuati otto lanci. Le vittorie conseguite da questi aerei furono otto contro la perdita di un pilota e degli otto apparecchi lanciati. Delle trentacinque CAM costruite furono dodici quelle affondate per azione nemica.
In seguito queste navi verranno sostituite dalle portaerei di scorta.